# Franz von Schlik
Franz Anton Heinrich Johann Prokop Don Bosco Felix von Schlik Bassano és Weißkirchen grófja (Graf zu Bessano und Weisskirchen) (Prága, 1789. május 23. – Bécs, 1862. március 17.) császári és királyi lovassági tábornok (k.k. General der Kavallerie), az 1848–49-es forradalom és szabadságharc idején altábornagy (k.k. Feldmarschallleutnant), a Császári és Királyi Hadsereg (Kaiserlich-Königliche Armee) egyik legsikeresebb tábornoka. Nevét több korabeli forrás Franz von Schlick formában is írta.

## Pályakezdés
1808-ban lépett a császári hadsereg kötelékébe. Részt vett a napóleoni háborúkban. 1813. október 19-én a lipcsei csatában elvesztette jobb szemét.  1848-ban altábornagyként Krakkó császári kormányzója volt.

## 1848–49-es forradalom és szabadságharc alatt
A téli hadjáratban még a Windisch-Grätz vezette fősereg támadása előtt egy nyolcezer fős önálló hadtest élén a Duklai-hágón keresztül betört Magyarország területére. december 11-én a budaméri ütközetben legyőzte a Pulszky Sándor alezredes vezette magyar erőket, és elfoglalta Eperjest, majd Kassát.
Sikerei komoly aggodalmat keltettek az Országos Honvédelmi Bizottmányban, ezért az ellentámadásra mintegy 10 000 fős erőt vontak össze Miskolc környékére. Az így kialakított felső-tiszai hadtest parancsnokságát Mészáros Lázár személyesen vette át, de december 28-án a szikszói ütközetben, majd 1849. január 4-én a kassai ütközetben ő is vereséget szenvedett.
Schlik ezután két hetet várt a támadás folytatásával. Ezzel időt hagyott a felső-tiszai hadtest újonnan kinevezett parancsnokának, Klapka György tábornoknak, hogy csapatait újjászervezze. Ennek következtében január 22-én a tarcali csata, majd január 23-án a bodrogkeresztúri ütközet a magyar csapatok győzelmével ért véget. Schlik csapatai, egy Windisch-Grätz főerőitől átvezényelt hadosztállyal megerősítve január 31-én ismét megtámadták Klapka állásait, de a tokaji ütközetben ismét vereséget szenvedtek.
Guyon Richárdnak a branyiszkói ütközetben aratott győzelme azt eredményezte, hogy Schlik csapatait bekerítés fenyegette, azonban Dembinszky óvatos hadvezetésének következtében kicsúszott a bekerítésből és csatlakozott a Windisch-Grätz vezette főerőkhöz. A február 26-27-ei kápolnai csatát az ő hadtestének megjelenése döntötte el a császáriak javára.
A tavaszi hadjárat ütközeteiben a III. hadtest parancsnokaként vett részt. Az április 2-ai hatvani csatában vereséget szenvedett a Gáspár András ezredes vezette VII. magyar hadtesttől. Ezután részt vett az április 6-ai isaszegi csatában, április 26-án az első komáromi csatában, majd hadtestével a Rába vonaláig vonult vissza.
A nyári hadjáratban Schlik az I. hadtest parancsnokaként vett részt, így ott volt a június 28-ai győri ütközetben, majd a júliusi komáromi csatákban. Haynau három oszlopban indította a császári csapatokat a Szeged körül összpontosított magyar haderő ellen. A Makó irányába indított hadoszlop Schlik parancsnoksága alatt állt, és az augusztus 5-én vívott ütközetben ki tudta kényszeríteni az átkelést a Maroson. Haynau parancsára a szőregi csata után az aradi vár ellen vonult, de Damjanich tábornok nem neki, hanem a cári csapatoknak adta meg a várat.

## 1849 után
1849 szeptemberében lovassági tábornokká léptették elő, és a magyar szabadságharc során elért győzelmeiért megkapta a Vaskorona-rend nagykeresztjét, valamint a Katonai Mária Terézia-rend parancsnoki keresztjét. 1854-től Galícia és Bukovina főhadparancsnoka és az Oroszország ellen mozgósított 4. hadsereg parancsnoka volt.
A szárd–francia–osztrák háború során Ferenc József őt nevezte ki az észak-itáliai 2. hadsereg parancsnokává, a magentai csatavesztés miatt leváltott Gyulai Ferenc táborszernagy helyére. 1859. június 24-én részt vett a solferinói csatában, ahol hadserege képezte a császári haderő jobb szárnyát. A vesztes háborút lezáró július 11-ei villafrancai fegyverszüneti egyezmény megkötése után nyugállományba vonult.

## Galéria

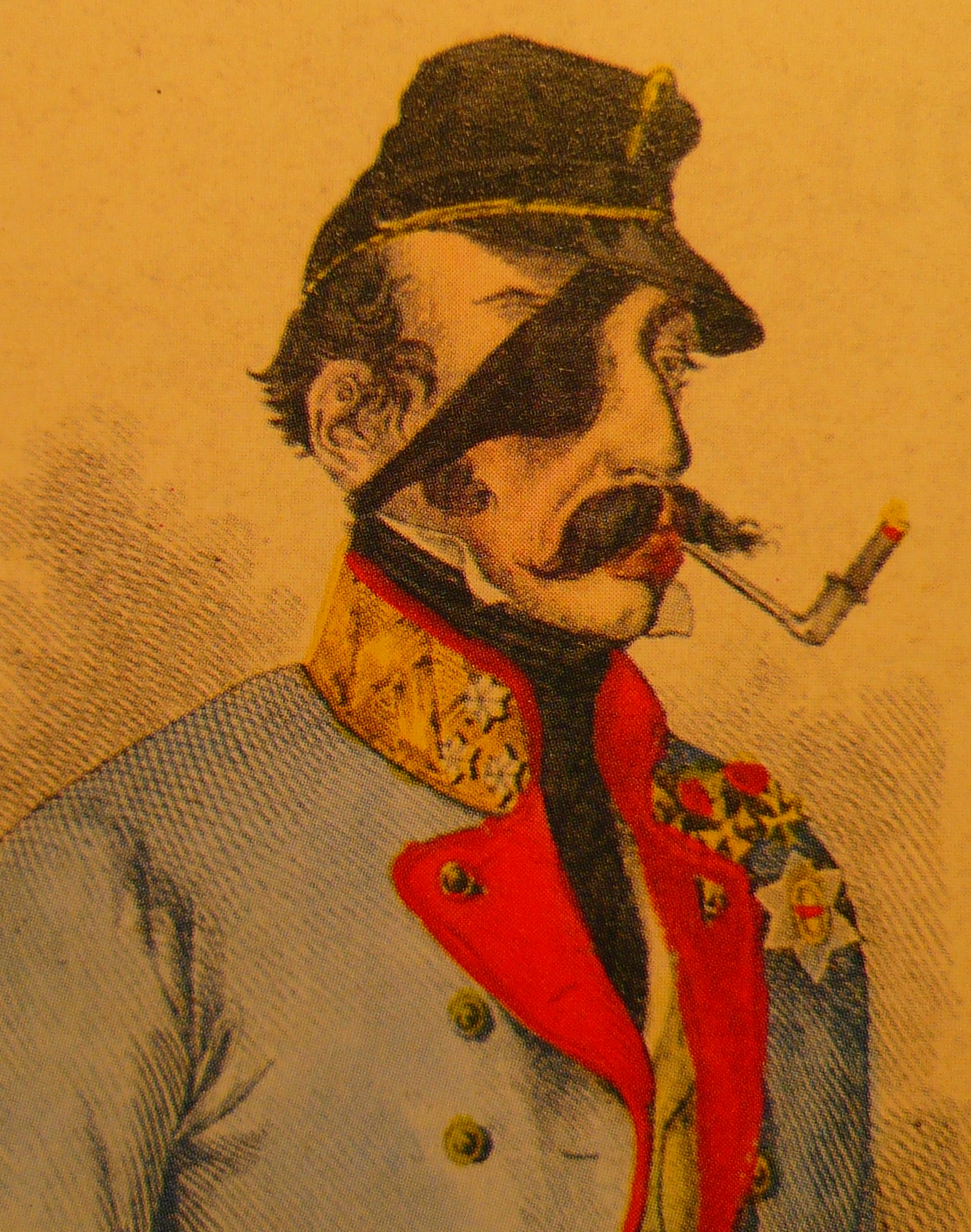
Franz Schlik
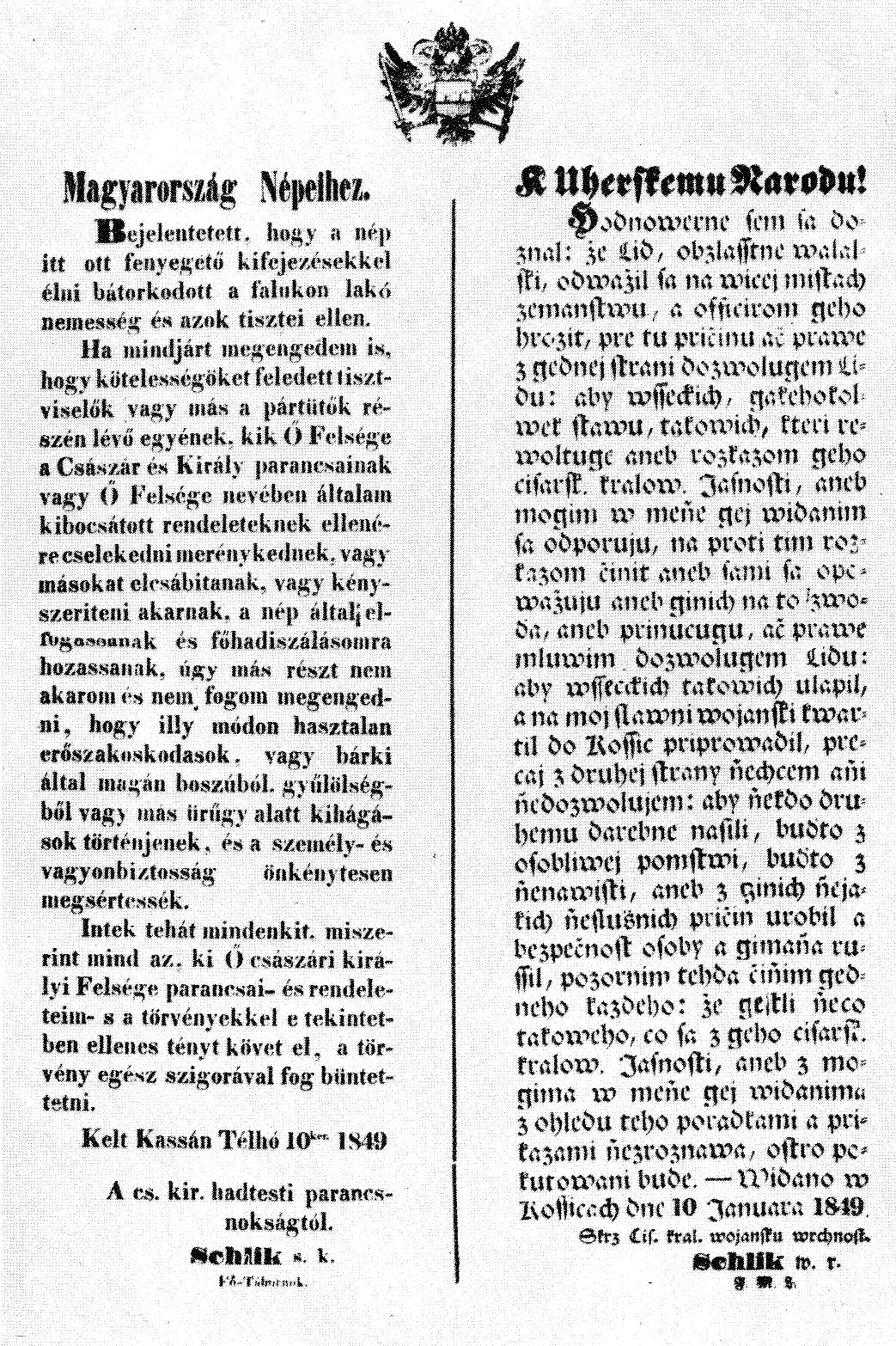
Schlik Magyarország népeihez szóló kiáltványa magyar és szlovák nyelven
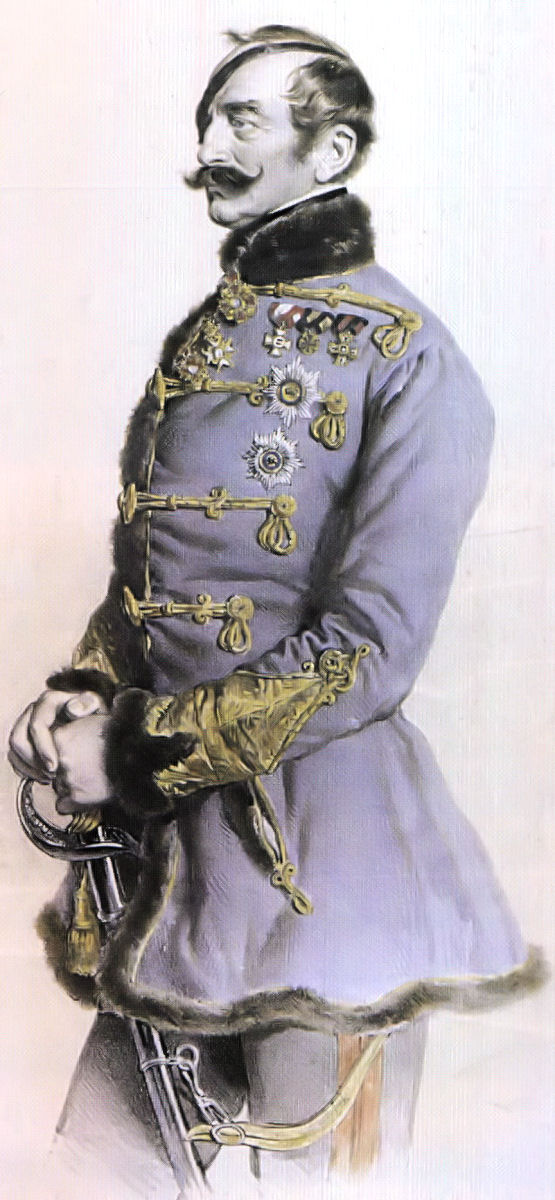
Franz Schlik